# Jiří Cejpek
Jiří Cejpek (20. února 1928 Jevíčko – 26. prosince 2005 Praha) byl vysokoškolský profesor, informační vědec, knihovník.

## Vzdělání
V letech 1947–1950 studoval na Pedagogické fakultě Univerzity Karlovy knihovnictví a vzdělávání dospělých (původně nastoupil na Státní knihovnickou školu, výuka byla v průběhu přesunuta na PdF UK). V období 1950–1951 vedl knihovnu Studijního lidovýchovného ústavu FF UK, poté pokračoval v letech 1953–1956 v postgraduálním studiu knihovnictví a lingvistiky na tehdejší Filologické fakultě UK.

## Pedagogická činnost
Od roku 1956 vyučoval na katedře knihovnictví a vědeckých informací FF UK jako asistent a později odborný asistent. V roce 1968 byl jmenován docentem. V letech 1973–1990 nemohl z politických důvodů působit na univerzitě. V letech 1974–1985 pracoval ve Výzkumném oddělení Slovenské technické knihovny v Bratislavě a poté až do roku 1989 jako vedoucí projektového týmu Výzkumného oddělení Československého střediska výstavby a architektury v Praze.
Po sametové revoluci se v roce 1990 vrátil a o rok později byl jmenován profesorem. V letech 1990–1994 vedl Katedru knihovnictví a vědeckých informací (od roku 1993 Ústav informačních studií a knihovnictví). Roku 1997 se stal emeritním profesorem UK.
V letech 1991–2001 přednášel i na Filozoficko-přírodovědecké fakultě Slezské univerzity v Opavě, kde v období 1994–1998 vedl Ústav bohemistiky a knihovnictví.
V letech 2001–2005 vyučoval na Filozofické fakultě Masarykovy univerzity na oboru FF MU VIK-Vědecké informace a knihovnictví.

## Vědecká a publikační činnost
Zabýval se především dějinami knihoven, knihovnictvím a informační vědou.
| „             | Informace jako zaznamenané lidské poznání i jako psychofyziologický jev a proces, jímž se uskutečňuje interakce člověka s jeho okolím, je významnou kulturní hodnotou. Je stavebním materiálem, z něhož se vytváří stavba lidské kultury. Proto je nezbytné „ukotvení“ informační vědy v širším i užším pojetí ve filozofii a v humanitních a sociálních vědách, které reflektují stav, vývojové tendence a rozpory současné společnosti. | “ |
| — Jiří Cejpek | |   |